# Route nationale 114
La Route Nationale 114 (RN 114) era una antigua carretera nacional francesa que unía las ciudades de Perpiñán y Cerbère (Portbou, española).
Creó en 1824 y desapareció en 2006. Ha sido renombrada como RD 914 (Pyrénées-Orientales).

## Recorrido

### Perpiñán -Col des Balistres
La Route Nationale 114 comienza en Perpiñán y se dirige hacia el sudeste en dirección a Port-Vendres.
- Perpiñán  D 914  (km 0)
- Corneilla-del-Vercol
- Elne (km 13)
- Argelès-sur-Mer (km 21)
- Collioure (km 27)
- Port-Vendres (km 30)
- Paulilles (km 33)
- Banyuls-sur-Mer (km 36)
- Cerbère (km 45)
- Col des Balistres (Collado de Belitres)  D 914  (km 50) :  España N-260

## Enlaces externos

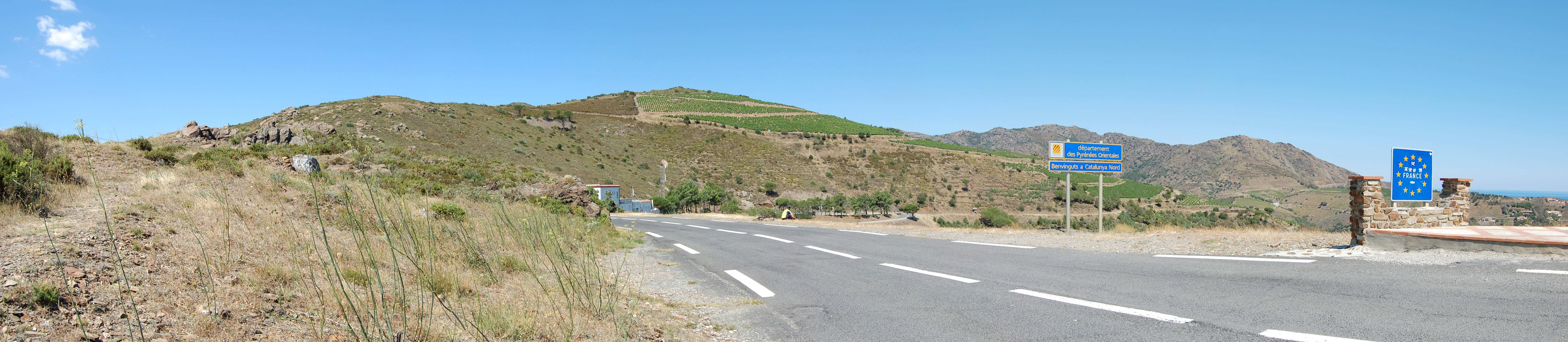
La RN 114 en el Collado de Belitres (Col des Balistres).